# Иностранные формирования в составе Красной Армии в ходе Второй мировой войны

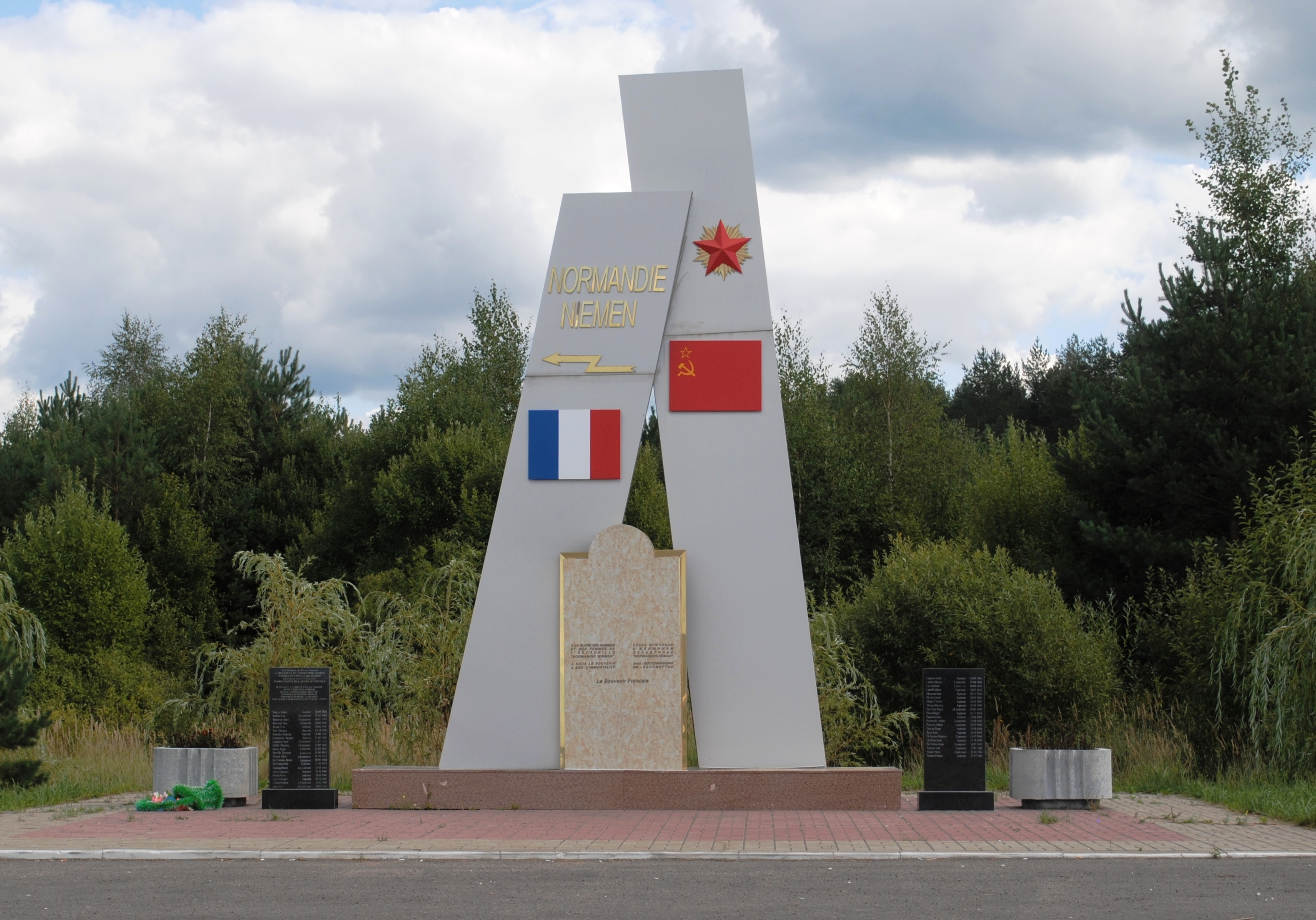
Мемориал советско-французской дружбы памяти эскадрильи «Нормандия-Неман»

Иностранные формирования в составе Красной Армии в ходе Второй мировой войны были утверждены Государственным комитетом обороны в 1943 году. В 1943 году решением ГКО СССР при Ставке Верховного Главнокомандования был образован специальный аппарат уполномоченного Ставки ВГК по иностранным военным формированиям (иностранным воинским частям), как формировавшимся на территории СССР, так и передислоцированным в СССР ввиду сложившейся военно-политической ситуации. С апреля 1943 года в Москве действует уже Штаб уполномоченного СНК СССР и Ставки ВГК по иностранным военным формированиям, одновременно в советских военных учебных заведениях стали готовить кадры для польских, чехословацких и других частей и соединений.

## Оперативно-стратегические объединения
Были развёрнуты следующие иностранные оперативно-стратегические объединения (уровня от армейского корпуса до группы армий):
- Армия Андерса
- Венгерская демократическая армия
- Польская народная армия
- Корейская народно-революционная армия
- 1-й Чехословацкий армейский корпус

Существовали и формирования более малой численности типа французской эскадрильи, а затем авиаполка «Нормандия — Неман», отдельного югославского пехотного батальона Месича, созданные в большей степени для пропагандистских целей, укрепления межгосударственных связей, нежели решения практических военных задач.

## Подчинённость
Большинство иностранных военных формирований организационно не входили в состав Красной армии, формально они находились в распоряжении правительств своих государств и под их юрисдикцией. Лишь в период боевых действий они поступали в оперативное подчинение советского фронтового, либо армейского командования.